# UEFA Challenge
UEFA Challenge est un jeu vidéo de football développé par Infogrames Sheffield House et édité par Infogrames, sorti en 2001 sur Windows, PlayStation et PlayStation 2.

## Accueil
- Consoles + : 70 % (PS1)[1]
- Jeuxvideo.com : 10/20 (PS2)[2]